# Amsoldingersee
Der Amsoldingersee ist ein See im oberen Gürbetal nahe Thun im Kanton Bern, Schweiz.
Der See hat eine Fläche von 38 Hektar und ist abgesehen von Thunersee und Brienzersee somit das nächstgrössere Gewässer in der Region. Er hat eine maximale Länge von über einem Kilometer und ist an seiner weitesten Stelle etwa 500 Meter breit, aber nur maximal 14 Meter tief.

## Lage
Der Amsoldingersee liegt auf einer Höhe von 641 Meter nur wenige Kilometer westlich der Stadt Thun, wobei er knapp 100 Meter höher liegt, als die Stadt. Er gehört gänzlich zu der Gemeinde Amsoldingen. Westlich liegt der Fuss des Nordhangs des Stockhorns (2'190 m). Der See selbst befindet sich also genau am Alpenrand. Einziger sichtbarer Zufluss ist ein Bach vom Uebeschisee, der etwa 500 Meter nördlich liegt. Der See wird aber hauptsächlich durch Drainage und unterirdische Einsickerungen gespeist. Insbesondere am Westufer gibt es aber noch ein paar kleinere Bäche. Der Abfluss erfolgt durch den Wahlenbach Richtung Thierachern. Dieser wird ab Uetendorf zum Amletenbach und fliesst anschliessend in den Glütschbach und in Uttigen in die Aare.

## Umgebung
Die Seefläche und die Uferzone ist ein Naturschutzgebiet und gänzlich von Bäumen und Schilf umgeben. Am Ostende befindet sich das nationale Kulturgut Kirche Amsoldingen zusammen mit Schloss Amsoldingen, letzteres ist in Privatbesitz. Der See hat zwei kleine Inseln, wobei die erste, grössere nur aus Schilfgebiet besteht, während die andere durch eine kleine Brücke mit dem Ufer verbunden ist. Diese ist allerdings nicht offiziell begehbar, da sie noch zum privaten Schlossgebiet gehört.

## Nutzung
Der See gehört zum Schloss Amsoldingen und ist somit ebenfalls in Privatbesitz. Wegen des Naturschutzgebietes ist jegliches Befahren mit Booten oder das Fischen im See verboten. Wie auch im benachbarten Uebeschisee ist das Baden verboten. Zusätzlich besteht auch noch ein Perimeter über die Moorlandschaft, welcher einen weiteren Schutzcharakter darstellt.

## Entstehung
Der See entstand wohl durch den Aaregletscher, welcher ebenso den Moränenhügel im Thuner Westamt hinterliess.